# Intendance de Flandre
De Intendance de Flandre, vanaf 1754 Intendance de Flandre et d'Artois, ook genaamd département of généralité de Lille, was een Frans district dat in 1715 werd gevormd uit de Intendance de Flandre wallonne en de Intendance de Flandre maritime. Deze bestuurlijke eenheid, die bestond tot de Franse Revolutie, had als hoofdplaats Rijsel.

## Geschiedenis
In de Spaanse Successieoorlog werden grote delen van Maritiem Vlaanderen heroverd op Frankrijk, dat nieuwe grenzen moest aanvaarden in het Verdrag van Utrecht en het Barrièretraktaat. Op 9 oktober 1715 werd de intendantie Maritiem Vlaanderen daarom opgeheven en bij Waals-Vlaanderen gevoegd in wat voortaan de Intendance de Flandre heette. De Henegouwse steden van Waals-Vlaanderen werden dan weer toegewezen aan de Intendance du Hainaut: eerst Valenciennes, dat weldra de hoofdplaats werd, dan in 1730 Condé-sur-l'Escaut en Bouchain, en in 1754 de Cambrésis, Saint-Amand-les-Eaux en Mortagne. Nog in 1754 maakte de Artesië de omgekeerde beweging van de Intendance de Picardie naar Vlaanderen, zodat de nieuwe benaming Intendance de Flandre et d'Artois werd. Daarna was er een periode van stabiliteit tot de afschaffing van de provincies en de hertekening van de administratieve kaart tijdens de Franse Revolutie.

## Intendanten
- 1709-1717: Charles-Étienne Maignart de Bernières
- 1718-1730: Antoine François Méliand
- 1730-1743: Julien Louis Bidé de la Grandville
- 1743-1754: Jean Moreau de Séchelles
- 1754-1756:	Jean-Louis Moreau de Beaumont
- 1756-1778: Antoine-Louis-François Lefebvre de Caumartin
- 1778-1783: Charles Alexandre de Calonne
- 1783-1790:	Charles-François-Hyacinthe d'Esmangart